# Darko Blažević
Darko Blažević (* 8. Dezember 1984 in Rijeka) ist ein ehemaliger kroatischer Radrennfahrer.
Darko Blažević wurde 2005 kroatischer Meister im Cyclocross der U23-Klasse. Auf der Straße belegte er bei der nationalen Meisterschaft den dritten Platz im U23-Einzelzeitfahren. Im nächsten Jahr belegte er bei der Crossmeisterschaft den dritten Platz der Elite und wurde damit Zweiter der U23-Klasse. 2010 wurde er Zweiter im Straßenrennen der kroatischen Meisterschaft.

## Erfolge
2005
- Kroatischer Cross-Meister (U23)

## Teams
- 2009: Loborika
- 2010: Loborika
- 2011: Meridiana Kamen Team